# Maeva Coutant
Maeva Coutant (5 de junio de 1991) es una deportista francesa que compitió en taekwondo. Ganó dos medallas de bronce en el Campeonato Europeo de Taekwondo, en los años 2008 y 2012.

## Palmarés internacional
| Campeonato Europeo | Campeonato Europeo       | Campeonato Europeo | Campeonato Europeo |
| Año                | Lugar                    | Medalla            | Categoría          |
| ------------------ | ------------------------ | ------------------ | ------------------ |
| 2008               | Roma (Italia)            | Medalla de bronce  | –51 kg             |
| 2012               | Mánchester (Reino Unido) | Medalla de bronce  | –53 kg             |